# Fischer
Фишер (нем. Fischer) — австрийская компания, крупный производитель спортивного инвентаря.

## Дочерние компании
У Fischer Sports есть несколько дочерних компаний:

- Fischer + Löffler Germany GmbH (GER)
- Fischer Ltd. (RUS)
- Fischer Mukatschewo (UKR)
- Fischer Skis US, LLC (USA)
- Fischer Footwear SRL, Montebelluna (ITA)
- Fischer France SARL (FRA)

## История

### Начало деятельности
По официальной версии, фирма основана в 1924 году, когда Йозеф Фишер Старший (нем. Josef Fischer Senior) создал компанию по изготовлению тележек и саней. На следующий год к перечню выпускаемой продукции добавляются лыжи.

## Деятельность
Производство горных и беговых лыж, а также товаров для хоккея, одежды и аксессуаров. Основные производственные мощности находятся в Риде (Австрия) и в Мукачево (Украина) — «Фишер-Мукачево».